# Münchnone
Münchnone sind mesoionische Heterocyclen. Sie leiten sich von Oxazolinen ab. Als mesoionische Struktur sind sie zwar insgesamt neutral, es lässt sich jedoch keine Resonanzstruktur ohne Ladungen formulieren. Pionierarbeit auf dem Gebiet der Münchnone und ihrer Reaktivität leistete Rolf Huisgen 1964. Ihr Name leitet sich von Entdeckungsort München ab.

## Herstellung
Münchnone können durch Reaktion von Aminosäurederivaten mit Carbonsäureanhydriden erhalten werden.

## Reaktivität
Müchnone werden in [3+2]-Cycloadditionen als Dipole verwendet. Je nach Dipolarophil können dabei Pyrrole (bei Reaktion mit einem Alkin), Pyrroline (mit der Reaktion mit einem Alken), Imidazole (bei Reaktion mit einem Nitril) oder Imidazoline (bei Reaktion mit einem Imin) erhalten werden. Die erste Beschreibung von Cycloadditionen mit Münchnonen wurde 1964 von Huisgen gemeinsam mit der Erstbeschreibung der Substanzklasse publiziert. Münchnone können in der Totalsynthese, z. B. von Atorvastatin genutzt werden. Ein weiteres Anwendungsgebiet sind Poly-1,3-Dipole und die Synthese von Polyheterocyclen.

## Derivate
Durch Ersetzen der Carbonylgruppe durch eine Imino- oder Phosphan-Gruppe der Münchnonen können Imino-Münchnone und Phospha-Münchnone erhalten werden. Diese unterscheiden sich in Ausbeute und Regioselektivität ihrer Cycloadditionen, wobei sie die gleichen Produkte liefern. Dies kann zum Optimieren von Syntheserouten genutzt werden.